# 奥孙节

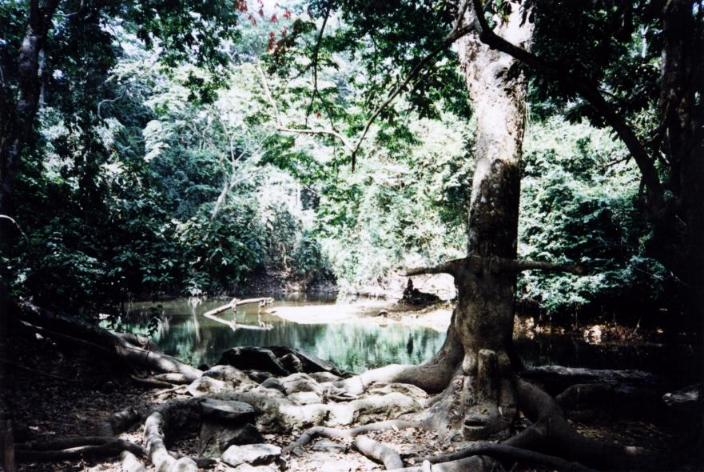
仪式主要地点：奥孙-奥索博圣林

奥孙节（英語：Osun)，也称奥孙-奥索博节（英語：Osun-Osogbo），是尼日利亚约鲁巴族文化中的传统节日。该节日庆祝活动被认为已有600年历史，庆祝活动的主要举办地点在尼日利亚西南部的奥孙州首府奥索博。这一为期两周的节日庆祝活动节被认为是约鲁巴人规模最大的传统宗教活动，吸引了大量信徒、观众和游客的参与。
2021年的奥孙节庆祝活动于2021年8月2日开始。

## 庆祝活动
奥孙节的节日庆祝活动会持续两周，最先开始的是在名为“Iwopopo”的小镇上的传统清洁活动，三天后人们会点亮名为“Ina Olojumerindinlogun”的十六点灯。之后是一项宗教仪式，需要收集展出过去奥索博地区所有统治者（Ataoja）的王冠，人们在仪式上跳舞庆祝，该仪式被称为“Iboriade”。最后是在奥孙-奥索博圣林举办的祭祀活动，该祭祀活动的重要人物是一个被称为“阿鲁巴”(Arugba)的处女，作为人们与神灵沟通的媒介，她头顶一个葫芦状的器具，上面覆盖着彩色的头巾，主要由她带领人们开展对女神奥孙的祭祀活动。其它活动包括一些祭祀参与者的游行以及一些歌舞活动。

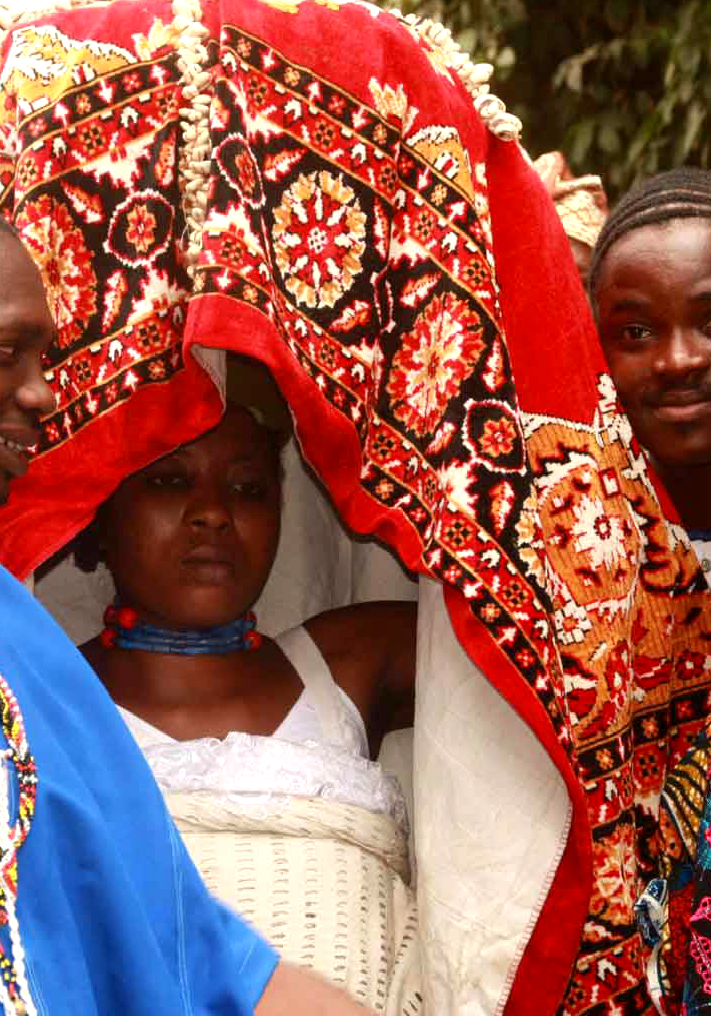
披着头巾的少女阿鲁巴

## 影响
奥孙节的节日活动是在尼日利亚及世界各地约鲁巴人以传统方式保护、传承民族文化遗产的重要形式。奥孙节的一系列节日庆祝活动为尼日利亚吸引了来自世界的游客的关注，很大地促进了当地旅游业地发展，成为该州发展宣传旅游业的重要部分。